# Theodore Shackley

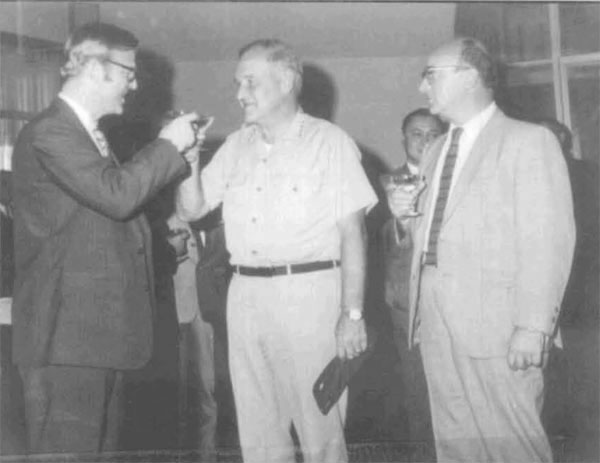
Theodore Shackley (links) in der CIA-Station Saigon (1972)

Theodore George „Ted“ Shackley, Jr. (* 16. Juli 1927 in West Palm Beach, Florida; † 9. Dezember 2002 in Bethesda, Maryland) war ein US-amerikanischer Spion und hochrangiger Mitarbeiter der Central Intelligence Agency (CIA). In dieser Funktion war Shackley an zahlreichen verdeckten Operationen der CIA in den 1960er und 1970er Jahren beteiligt. Aufgrund seiner mysteriösen Aura und seinen blonden Haaren wurde er auch als Blond Ghost („blondes Gespenst“) bezeichnet und um seine Tätigkeit rankten sich später zahlreiche Legenden und Gerüchte.

## Biografie

### Frühes Leben
Shackley wuchs in Florida auf und trat am 23. Oktober 1945 in Springfield, Massachusetts in die US-Armee ein und wurde nach Abschluss der Grundausbildung Teil der alliierten Besatzungstruppen in Deutschland. Dank seiner Kenntnisse der polnischen Sprache aufgrund seiner polnischen Abstammung wurde er Rekrut der US Army Counterintelligence (ACI). Als Armeerekrut studierte er Politik an der University of Maryland und kehrte 1951 als 2nd Lieutenant nach Deutschland zurück. Auch hier diente er als Mitglied der Spionageabwehr, wo seine Sprachkenntnisse bei der Anwerbung polnischer Agenten eingesetzt wurden. Zu dieser Zeit wurde er von der CIA rekrutiert und 1953 in der Berliner CIA-Basis unter William King Harvey eingesetzt. Das geteilte Berlin war zu dieser Zeit eine Hochburg der Spionage.

### CIA-Chef in Miami
1962 wurde Shackley von US-Präsident John F. Kennedy zum Leiter der CIA-Station in Miami (JMWAVE) gemacht, kurz nach der gescheiterten Invasion in der Schweinebucht. Hier war er für 200 CIA-Agenten und über 2000 kubanische Exilanten zuständig. In seine Amtszeit in Miami fällt auch die Kubakrise im Oktober 1962. Die CIA in Miami war für die Operation Mongoose zuständig, die den Sturz der Castro-Regierung in Kuba mit allen Mitteln vorsah. Shackley war hierbei mit Sabotageaktionen, psychologischer Kriegsführung und anderen verdeckten Maßnahmen gegen Kuba beauftragt. Dazu zählten auch zahlreiche Attentatsversuche auf Fidel Castro, bei denen die CIA mit der amerikanischen Mafia zusammenarbeitete. Alle diese Attentatsversuche scheiterten, aber es kamen später Gerüchte über eine Beteiligung von Shakleys CIA-Netzwerk in Zusammenarbeit mit der Mafia an der späteren Ermordung von John F. Kennedy auf, was allerdings nie bewiesen wurde.

### Südostasien
1966 wurde Shackley nach Südostasien in den Vietnamkrieg versetzt und wurde zwischen 1966 und 1968 Leiter der CIA-Station in Laos, wo er den geheimen Krieg der CIA gegen die nordvietnamesischen Streitkräfte und Pathet Lao in Laos leitete. Ende 1968 wechselte er dann nach Saigon und wurde Leiter der CIA-Station in Südvietnam. Hier war er für die Operation Phoenix zuständig, bei der Spezialeinheiten über 26.000 Vietcong-Guerillas töteten. Nach Angaben von Thomas Bodenheimer und Robert Gould stand Shackley in Verbindung mit der australischen Nugan Hand Bank, in die nach dem Fall von Saigon 1975 Heroinhandelsgewinne in Millionenhöhe transferiert wurden. Für diese Bank waren zahlreiche hochrangige CIA-Mitarbeiter und US-Militärs tätig. Laut dem burmesischen Warlord Khun Sa soll Shackley in den 1960er und 1970er Jahren den Heroinhandel im Goldenen Dreieck organisiert haben. Alfred W. McCoy zufolge soll Shackley 1968 ein Treffen mit dem Mafiosi Santo Trafficante, Jr. und Vang Pao organisiert haben, um Heroin in die USA zu transportieren.

### Lateinamerika
1972 kehrte Shackley nach Langley zurück und wurde im Mai 1972 Leiter für alle CIA Operationen in der Westlichen Hemisphäre. Hier war er u. a. für die verdeckte Operation Project FUBELT in Chile verantwortlich, wobei Salvador Allende 1973 bei einem von den USA unterstützten Militärputsch gestürzt und durch Augusto Pinochet ersetzt wurde. Als Mitarbeiter des Special Activities Center dürfte er auch an der Operation Condor zur Ermordung politischer Feinde der USA in ganz Lateinamerika beteiligt gewesen sein. In dieser Zeit befasste sich Shackley auch mit dem Fall des CIA-Beamten Philip Agee, der verdächtigt wurde, zum kubanischen Geheimdienst übergelaufen zu sein. Agee hatte Bekannten erzählt, dass er einen Enthüllungsbericht über die CIA schreiben würde (1975 als Inside The Company: CIA Diary veröffentlicht). Shackley gelang es, ein Exemplar von Agees Buch zu bekommen, bevor es veröffentlicht wurde, und laut dem Journalisten David Corn sorgte er sogar dafür, dass Agee eine verwanzte Schreibmaschine erhielt.

### Ausscheiden aus der CIA
Im Mai 1976 wurde Shackley zum stellvertretenden Direktor für Operationen ernannt und diente unter dem CIA-Direktor George H. W. Bush. Nachdem Jimmy Carter Gerald Ford als Präsident abgelöst und Bush durch Stansfield Turner ersetzt hatte, wurde Shackley im Dezember 1977 seines Postens enthoben, bevor er 1979 offiziell aus der Organisation ausschied – als die Carter-Regierung weitreichende Kürzungen bei der CIA durchführte. Shackley wurde dabei seine enge Beziehung zu Edwin P. Wilson zum Verhängnis, welcher 1983 wegen illegaler Waffenverkäufe an den libyschen Diktator Muammar al-Gaddafi verurteilt wurde. Shackley selbst wurde von Bundesstaatsanwalt Lawrence Barcella verdächtigt, Teil von Wilsons Egyptian-American Transport and Services Corporation (EATSCO) gewesen zu sein, einer Tarnfirma für seinen Waffenschmuggel, die auch beschuldigt wurde, dem US-Verteidigungsministerium betrügerische Rechnungen gestellt zu haben. Shackley behauptete, dass er CIA-Direktor geworden wäre, wenn Präsident Gerald Ford 1976 wiedergewählt worden wäre, und dass nur diese Affäre dies verhinderte.

### Nach der aktiven Karriere
Nach seinem Ausscheiden aus der CIA gründete er 1979 das Beratungsunternehmen Research Associates International, welches mit privaten Unternehmen zusammenarbeitete. Er veröffentlichte auch ein Buch, in dem er die von der CIA angewendeten Methoden zur Aufstandsbekämpfung verteidigte. Er soll allerdings weiterhin mit seinen alten CIA-Kontakten verbunden geblieben sein. Diesem „Secret Team“ wurde ein Einfluss auf die October Surprise zugeschrieben, bei der über eine Geheimvereinbarung mit dem Iran Jimmy Carters Wiederwahlkampagne sabotiert worden sein soll. Im Gegenzug soll den Iranern Waffen für ihren Krieg gegen den Irak versprochen worden sein.
Shakley soll später auch an der Iran-Contra-Affäre beteiligt gewesen sein, bei der Waffen an den Iran verkauft wurden und gleichzeitig unter Umgehung des Boland-Amendment die Contras in Nicaragua aufgerüstet wurden. Shackley soll sich dafür im November 1984 in Hamburg mit General Manucher Hashemi, dem ehemaligen Leiter der SAVAK-Abteilung für Spionageabwehr, getroffen haben. Für seine Beteiligung an den illegalen Waffenverkäufen an den Iran wurde er am 5. Februar 1987 von der Tower Commission vorgeladen. Er stritt ab, involviert gewesen zu sein. 1986 wurde Shackley auch als einer von dreißig Angeklagten in einer Zivilklage genannt, die von dem Anwalt Daniel Sheehan eingereicht wurde. In der Klage wurde behauptet, Shackley sei Teil einer Verschwörung, die für das La-Penca-Attentat und eine Reihe anderer verdeckter Operationen verantwortlich gewesen sei. 1988 wurde die Klage allerdings abgewiesen.

### Tod
Shackley starb 2002 im Alter von 75 Jahren an Krebs in seinem Haus in Bethesda, Maryland. Er hinterließ seine Frau Hazol Tindol, die er 1961 geheiratet hatte und eine Tochter.

## Auszeichnungen
- Distinguished Intelligence Medal (dreimal)[14]